# 米蘭體育報
《米蘭體育報》（直译：體育憲報）是義大利的一份體育報紙。創刊於1896年4月3日，及時報導了近代首屆的雅典奧運。《米蘭體育報》除了對體育賽事進行報導以外，也是1909年開始舉辦的環義自行車賽的主辦單位。
《米蘭體育報》採用粉紅色作為紙張的顏色，十分特別。每日的銷售量達40萬份，讀者超過300萬人。《米蘭體育報》中的大部分內容多與足球相關。除了比賽結果之外，還會有大量煽情內容。2006年震撼歐洲足球界的電話門事件就是由米蘭體育報率先披露的。

## 外部連結
- 米蘭體育報 （页面存档备份，存于）（義大利文）